# Gordischer Knoten (Spiel)
Das Spiel Gordischer Knoten wird  spielsystematisch in die Kategorie der Friedensspiele eingeordnet. Es erlebte im Zusammenhang mit den Spielkreationen der Friedensbewegung der 1970er-Jahre zwar nicht seine Entstehung, aber im Zuge der New Games eine Hochkonjunktur und große Verbreitung. Didaktisch wird es, etwa in der Gruppendynamik, als eine Übung zur Verbesserung von Problemlösungsstrategien, von Kooperation und Kommunikation und zum Abbau von Berührungsängsten eingesetzt.

## Namensentstehung
Die Spielbezeichnung leitet sich aus einem Ereignis der griechischen Mythologie ab:
Gordios, sagenhafter König von Phrygien und Gründer der Stadt Gordion an der alten Königstraße nahe dem heutigen Ankara, weihte den Wagen, der ihm nach einem Orakelspruch zu seinem Königtum verholfen hatte, dem Zeus. Er verband Joch und Deichsel mit einem kunstvollen Knoten, dem als unauflösbar geltenden sogenannten Gordischen Knoten und prophezeite dem, der ihn lösen würde, die Herrschaft über ganz Kleinasien. Dies soll erst Alexander dem Großen Jahrhunderte später gelungen sein, als er im Jahr 333 v. Chr. mit seinem Heer durch Gordion kam. Hinsichtlich der Lösung sind zwei unterschiedliche Versionen überliefert:
Nach der am häufigsten zitierten Variante des antiken Schriftstellers Plutarch wählte Alexander eine gewaltsame Lösung, indem er den Knoten einfach mit dem Schwert durchschlug. Der Geschichtsschreiber Arrian jedoch überliefert mit Bezug auf einen unmittelbaren Gewährsmann, dass Alexander die intelligente Lösung wählte, einfach den Splint aus der Deichsel zu ziehen und den Knoten so zu entwirren.
Das heutige Gesellschaftsspiel setzt ebenfalls auf eine intelligente, aber kooperative Lösung der mit ihren Armen verknoteten Spieler.

## Spielablauf
Die Teilnehmer stellen sich im Kreis auf, schließen die Augen und gehen mit vorgestreckten Armen auf die Mitte zu. Dort fassen sie mit jeder Hand je eine Hand eines anderen Teilnehmers. Alternativ können die Teilnehmer auch eng zusammenstehen und dann eine andere Hand suchen. Dadurch bildet sich ein wirres Knäuel. Aufgabe ist – ohne die Hände loszulassen – durch Drüber- und Druntersteigen den Knoten so zu entwirren, dass eine (oder mehrere) geschlossene Menschenketten entstehen.
Die Unterschiede von Selbstorganisation und Führung werden deutlich und damit die Themen Macht und Kompetenz. Es können auch ein oder zwei Teilnehmer außerhalb des Kreises stehen und als „Chef“ versuchen, den Knoten zu entwirren, etwa durch verbale Anweisung oder durch wortloses Führen.
Die Übung ist auch eine Metapher dafür, dass ein Team durch Kooperation aus einer verwickelten, unübersichtlichen Situation herauskommen kann. Erschwerend kann die Übung stumm oder blind gemacht werden. Wenn die Übung verstärkt reflektierend eingesetzt werden soll, können auch Seile verwendet werden: für jeden Teilnehmer ein Seil mit etwa zwei Metern Länge, die alle auf einem Haufen liegen. Statt einander an den Händen zu fassen, greift jeder Teilnehmer zwei Seilenden.
Eine weitere Variante des Spiels, auch als „Doktor-Hilfe!“ oder „Knotenmutter“ bekannt, hat als Ausgangsform einen geschlossenen Kreis, wobei sich die Nachbarn an den Händen fassen und zur Kreismitte schauen, während eine Person zunächst außerhalb des Spielgeschehens warten und den Verlauf nicht sehen soll. Jetzt gilt es, sich zu verknoten, indem über die Hände hinweg- oder untendurch gestiegen, sich eingedreht wird, bis keine solche Aktion mehr möglich ist. Dabei dürfen die Hände nicht gelöst oder umgegriffen werden. Jetzt wird, je nach Spielvariante, der „Doktor“ („Doktor, Hilfe!“) oder die „Knotenmutter“ („Knotenmutter hilf uns!“) gerufen, die Person, die zuvor außerhalb des Spiels gewartet hat. Sie hat nun die Aufgabe, durch ihre Anweisungen den Menschenknoten zu entwirren und den ursprünglichen Kreis wiederherzustellen, wiederum ohne dass die Hände gelöst werden dürfen.
Diese Übung wird auch als reines Gesellschaftsspiel für Kinder und Erwachsene und ohne Lernabsicht gespielt.
Sie wird auch oft in der Aufwärmphase in der Gruppenarbeit benutzt. Eine ähnliche Übung dient zur Paarbildung: Dazu werden halb so viele kurze Seile wie die Zahl der Teilnehmer parallel nebeneinander gelegt und zu einem Strang verdreht. Jeder Teilnehmer greift sich ein Seilende und so bildet sich ein Menschenknäuel, das es zu entwirren gilt. Jeder soll seinen Partner herausfinden, ohne dabei das Seil loszulassen.